# Distrito de La Merced
El distrito de La Merced es uno de los cinco que conforman la provincia de Aija, ubicado en el departamento de Áncash, en el Perú. Limita por el Norte y el Este con la provincia de Huaraz, por el Sur y el Oeste con el distrito de Aija y, en un pequeño tramo, por el Oeste con el distrito de Coris.

## Historia
El distrito fue creado el 5 de marzo de 1936 mediante la [Resolución Legislativa N.º 8188], en el gobierno del Presidente Óscar R. Benavides a partir de la escisión del segundo distrito de Aija en (i) el actual tercer distrito de Aija y (ii) el distrito de La Merced.

## Geografía
Tiene una población estimada mayor a 3 000 habitantes. Su capital es la localidad de La Merced que se encuentra ubicado a una altura aproximada de 3 296 m.s.n.m; su fiesta patronal de La Virgen de Las Mercedes  inicia  del 23 al 26 de septiembre de cada año
En este distrito se ha implementado el programa nacional "Educación secundaria rural a distancia", principalmente en la comunidad de Mallacayán. Este programa atiende a los jóvenes y adolescentes entre los 12 a 18 años de edad y viene siendo ejecutado desde el año 2000 bajo coordinación del Ministerio de Educación del Perú.

## Autoridades

### Municipales
- 2023

Alcaldesa: Magaly ROLDAN CAMONES
- 2018 - 2022

Alcalde: Omar Miller CAMONES MAGUIÑA
- 2015 - 2018[2]
  - Alcalde: Leoncio Mario Carrillo Palacios, de la Alianza para el Progreso.
- 2011 - 2014
  - Alcalde: Darío García Mallqui, del Movimiento Nueva Izquierda (MNI).
- 2007 - 2010
  - Alcalde: Darío Manrique Mejía

## Centros poblados

### Huacna

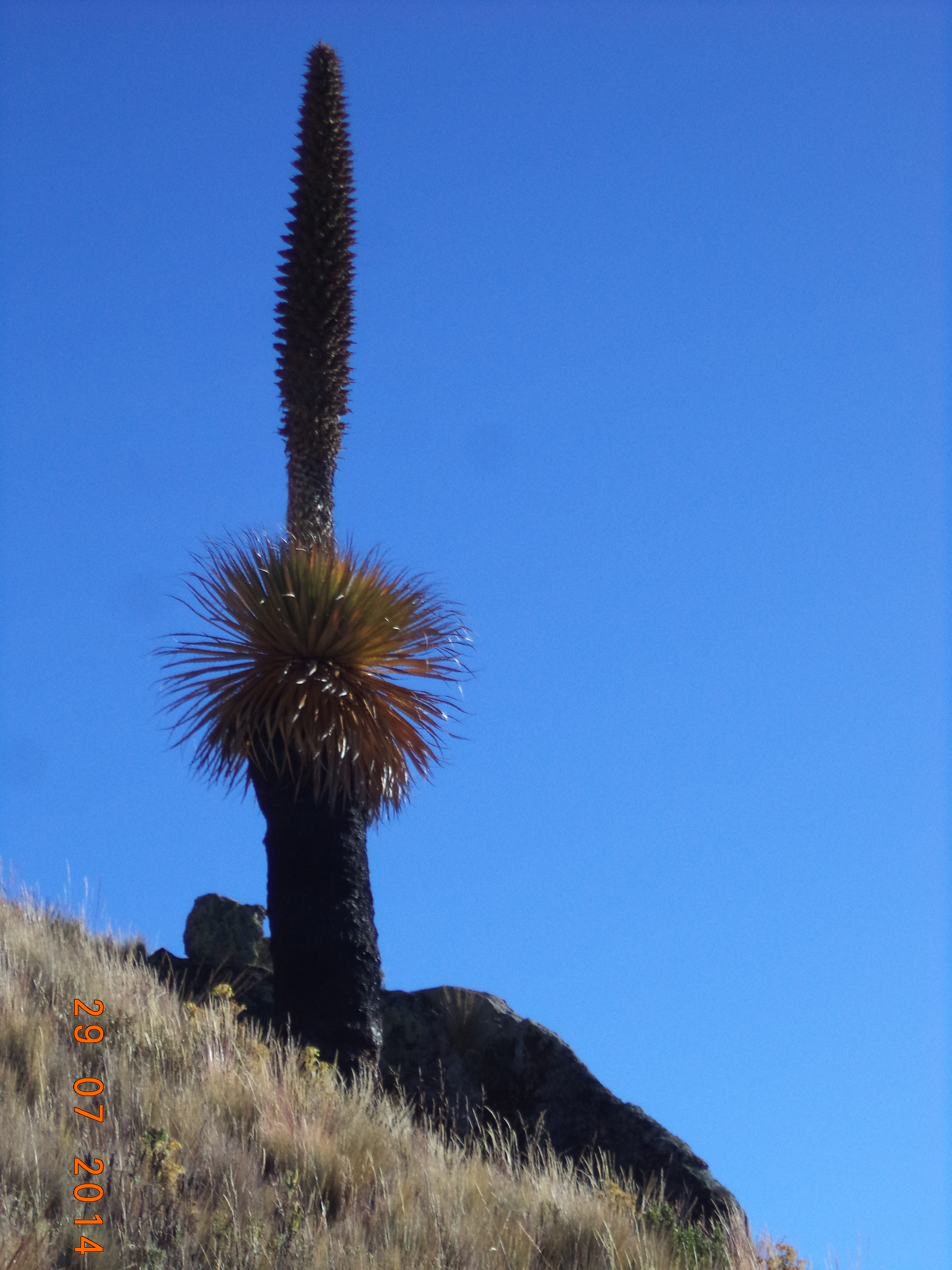
Puya Raimondi

El caserío de Huacna es un lugar con una rica variedad de atractivos turísticos y una interesante actividad económica. Ubicado a una altitud de 3598 m.s.n.m, se encuentra en una zona montañosa que permite el desarrollo de la agricultura y la ganadería.
Entre sus principales atractivos turísticos destaca el cerro de Runtupachan, que cuenta con un bosque de Las Puyas Raimondi. Estas plantas son conocidas por ser de las más grandes del mundo, y atraen la atención de turistas y científicos por igual. La laguna de Chacras también es un lugar de interés turístico, ya que se encuentra a una altitud de 4505 m s. n. m. y ofrece una vista impresionante de la naturaleza de la zona.
Otro atractivo turístico de Huacna son las ruinas inca de Marcacunca, que se encuentran en la zona y son una muestra de la rica historia de la región. Los habitantes del caserío se dedican principalmente a la agricultura y la ganadería, destacando en la producción de la papa y sus diversas variedades, así como en la producción de cebada, trigo y habas.
En resumen, el caserío de Huacna es un lugar que cuenta con una gran riqueza natural y cultural, lo que lo convierte en un destino turístico atractivo para aquellos que buscan explorar la belleza de la naturaleza y la historia de la región. Además, su actividad económica basada en la agricultura y la ganadería contribuye al desarrollo sostenible de la zona y a la conservación de sus recursos naturales.

### SIPZA
SIPZA caserío ubicado al lado occidental de la merced a un aproximado de 1250 metros de distancia, es conocido por tener la primera escuela primaria a nivel provincial. Su altitud es de 3336 m s. n. m. Es conocido por ser la tierra de “Los Negrazos de Sipza”.

### El Carmen
Está a una altitud de 3525 m.s.n.m, Difunde la música con quena y bombo “los Shapis del Carmen” con su director don Cayetano

### Ullucurán
Ubicado a 3805 m s. n. m. Su principal actividad económica es la minería. 
- Laguna: Macshey (4355 m s. n. m.).

### Huachón
El caserío de Huachón está a una altitud de 3885 ms.n.m. Su principal actividad económica es la ganadería, minería.

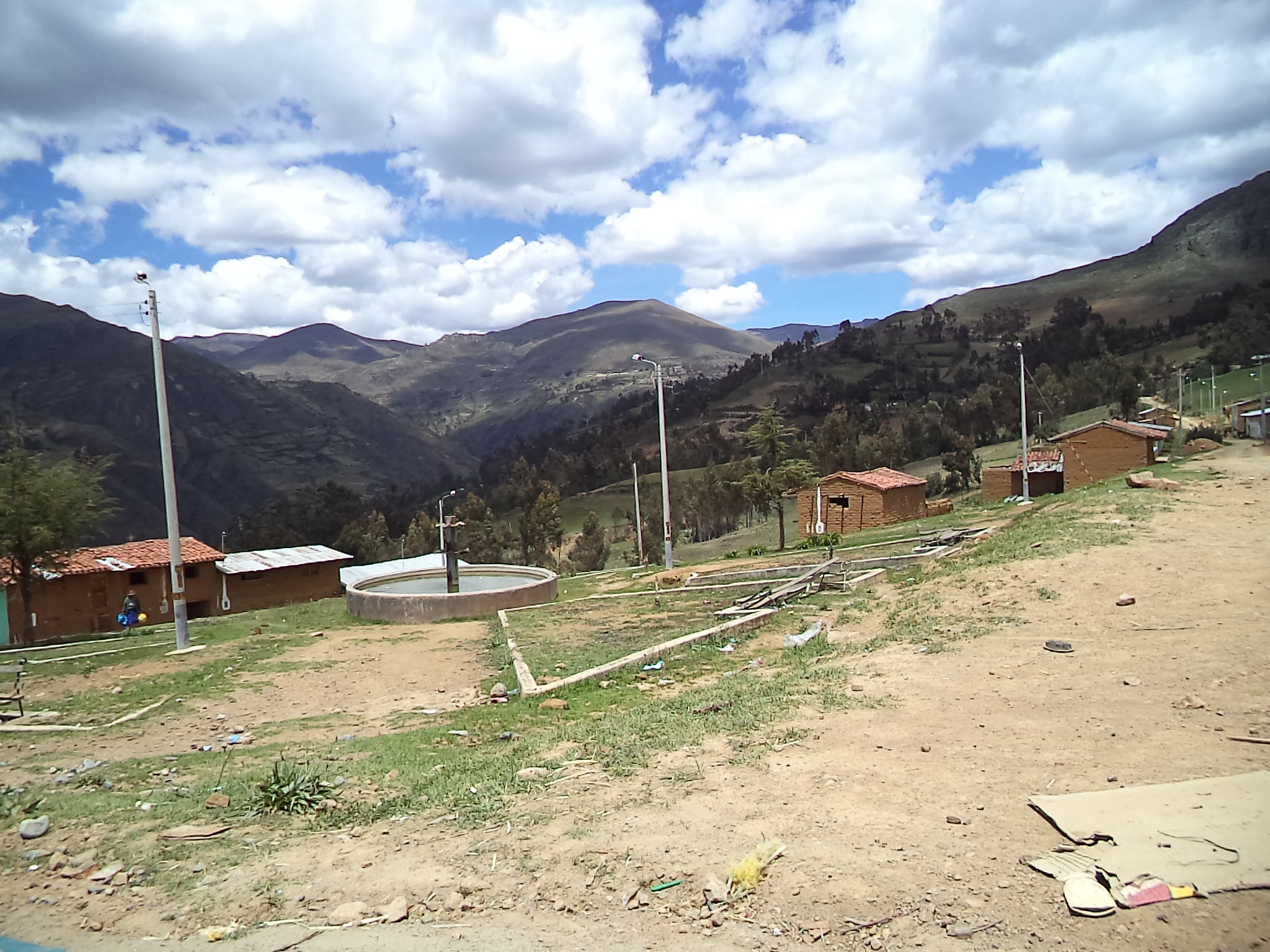
Plaza San Indelfonso

### Santa Cruz de Rurek
Su elevación es de 3922 m s. n. m. Tiene como actividad económica a la agricultura (cebada, papa, olluco, oca, etc.) y la ganadería (ganados, vacunos, etc.).
- Lagunas: Tuctu (4465 m s. n. m.) y Llutay (4290 m.s.n.m)

### Mallacayán
- Está a una altitud de 3745 m s. n. m. Su principal actividad económica son la ganadería y la agricultura.
- Lagunas: Mullaca (4320 m s. n. m.) y Chacra (4345 m s. n. m.)

### Dos de Mayo

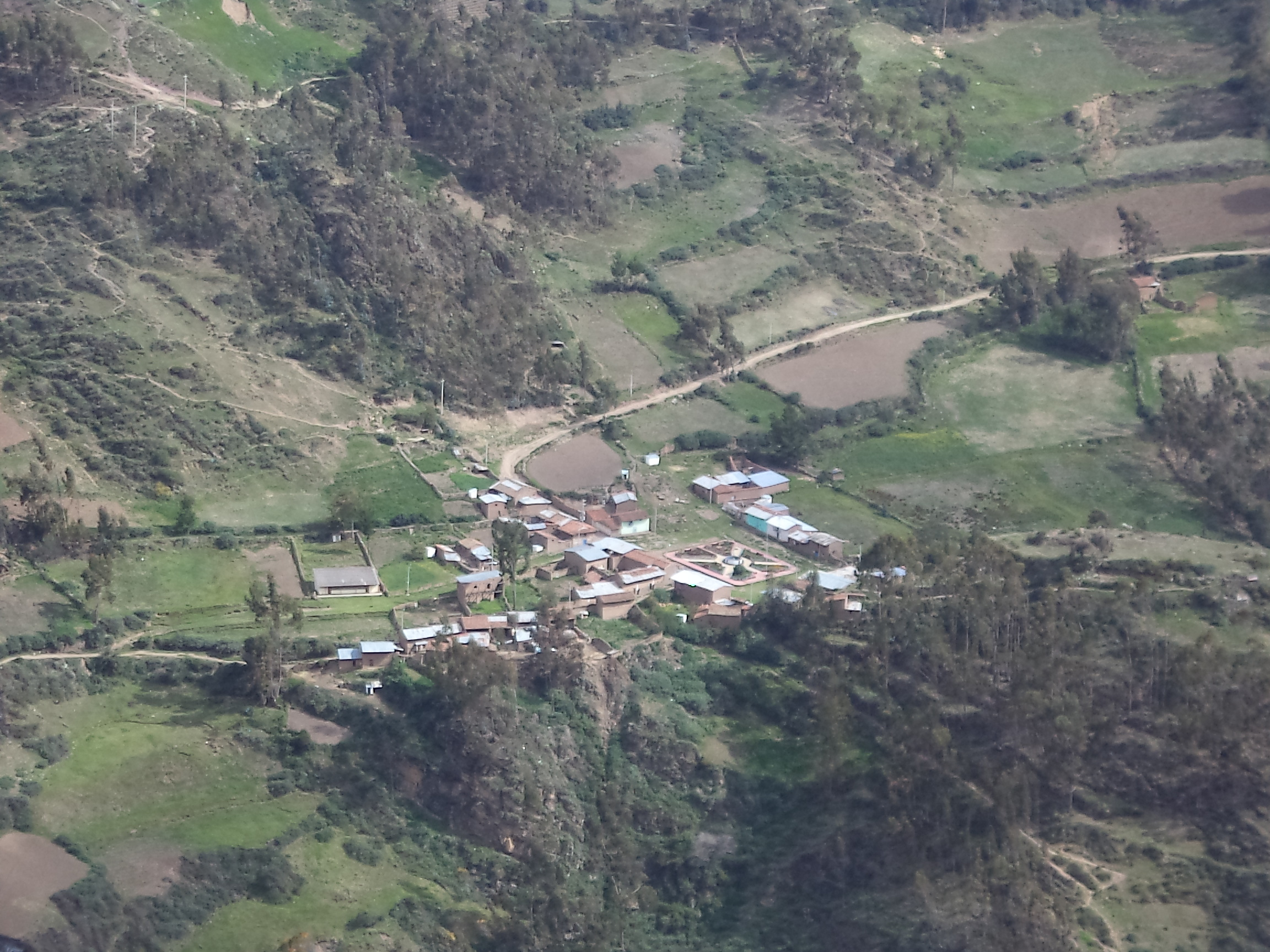
Caserío de Dos de mayo

- Ubicado a una altitud de 3500 m s. n. m. Tiene como atractivo turístico a las ruinas de Shininkotu, la cual nos muestra esculturas talladas en piedras.

### San Indelfonso de Cachoc
Su altitud es de 3655 m s. n. m. Tiene especialmente como actividad económica primaria a la agricultura.

### La Trinidad
Se encuentra a una altitud de 3480 m s. n. m. En la parte superior de la plaza está el cerro Imán, la cual es atractivo por poseer piedras con magnetita.

### Quihuan
Este caserío tiene una elevación de 3370 m s. n. m. Por su plaza de armas pasa la carretera que comunica a la capital del Distrito (La Merced) con la capital de la Provincia (Aija).

## Instituciones educativas
- Colegio Nacional Mixto "Vicente Guerrero Palacios": Esta institución educativa pública de nivel secundario, se ubica en Raramapampa - La Merced y pertenece a la UGEL Aija.
  - Número Aproximado de Alumnos: 204
  - Número Aproximado de Docentes: 17
  - Número Aproximado de Secciones: 10
- Institución educativa 86-144, de nivel primario La Merced